# Фредеріка Пієдаде
Фредеріка Пієдаде (порт. Frederica Piedade; нар. 5 червня 1982) — колишня португальська тенісистка.
Найвищу одиночну позицію світового рейтингу — 142 місце досягла 15 травня 2006, парну — 158 місце — 16 лютого 2009 року.
Здобула 11 одиночних та 19 парних титулів туру ITF.
Завершила кар'єру 2014 року.

## Фінали ITF
| турніри $100,000 |
| турніри $75,000  |
| турніри $50,000  |
| турніри $25,000  |
| турніри $10,000  |

### Одиночний розряд: 23 (11–12)
| Результат | Ранг | Дата              | Турнір                          | Покриття | Суперниця                | Рахунок       |
| --------- | ---- | ----------------- | ------------------------------- | -------- | ------------------------ | ------------- |
| Поразка   | 1.   | 4 серпня 2002     | ITF Понтеведра, Іспанія         | Тверде   | Альберта Бріанті         | 4–6, 6–3, 0–6 |
| Поразка   | 2.   | 11 серпня 2002    | ITF Віго, Іспанія               | Тверде   | Альберта Бріанті         | 2–6, 5–7      |
| Перемога  | 1.   | 8 вересня 2002    | ITF Мольєрусса, Іспанія         | Тверде   | Аліенор Трісеррі         | 6–4, 6–2      |
| Поразка   | 3.   | 9 березня 2003    | ITF Каїр, Єгипет                | Ґрунт    | Аманда Гопманс           | 6–7, 4–6      |
| Перемога  | 2.   | 23 березня 2003   | ITF Каїр, Єгипет                | Ґрунт    | Міхаела Міхалкова        | 6–2, 3–6, 6–4 |
| Перемога  | 3.   | 18 травня 2003    | ITF Монсон, Іспанія             | Тверде   | Кільдін Шевальє          | 6–4, 6–3      |
| Перемога  | 4.   | 22 червня 2003    | ITF Монтемор-у-Нову, Португалія | Тверде   | Шантал Кумбс             | 6–3, 6–3      |
| Перемога  | 5.   | 20 липня 2003     | ITF Кампус-ду-Жордау, Бразилія  | Тверде   | Марія Фернанда Алвеш     | 6–2, 6–1      |
| Поразка   | 4.   | 23 січня 2004     | ITF Манама, Бахрейн             | Тверде   | Дженніфер Шмідт          | 4–6, 3–6      |
| Поразка   | 5.   | 7 березня 2004    | ITF Мелілья, Іспанія            | Тверде   | Ніна Братчикова          | 2–6, 4–6      |
| Перемога  | 6.   | 21 березня 2004   | ITF Тель-Авів, Ізраїль          | Тверде   | Cheli Bargil             | 4–6, 6–1, 6–0 |
| Поразка   | 6.   | 25 квітня 2004    | ITF Поса-Ріка, Мексика          | Тверде   | Джессіка Кіркленд        | 3–6, 2–6      |
| Перемога  | 7.   | 8 серпня 2004     | ITF Віго, Іспанія               | Тверде   | Лусія Хіменес            | 6–1, 6–3      |
| Перемога  | 8.   | 17 жовтня 2004    | ITF Мехіко, Мексика             | Тверде   | Мелісса Торрес Сандоваль | 7–5, 6–2      |
| Поразка   | 7.   | 20 березня 2005   | ITF Морелія, Іспанія            | Тверде   | Женіфер Віджажа          | 6–1, 4–6, 5–7 |
| Поразка   | 8.   | 9 жовтня 2005     | ITF Хуарес, Мексика             | Ґрунт    | Ольга Виметалкова        | 6–7, 2–6      |
| Перемога  | 9.   | 28 листопада 2005 | ITF Сан-Луїс-Потосі, Мексика    | Тверде   | Хорхеліна Краверо        | 6–3, 6–1      |
| Поразка   | 9.   | 15 жовтня 2006    | ITF Сальтільйо, Мексика         | Тверде   | Хорхеліна Краверо        | 2–6, 2–6      |
| Поразка   | 10.  | 19 серпня 2007    | ITF Богота, Колумбія            | Ґрунт    | Тельяна Перейра          | 6–7, 2–6      |
| Перемога  | 10.  | 27 квітня 2008    | ITF Толука, Мексика             | Тверде   | Бо Вергюлсдонк           | 6–3, 6–3      |
| Поразка   | 11.  | 13 липня 2008     | ITF Вальядолід, Іспанія         | Тверде   | Естрелья Кабеса Кандела  | 4–6, 6–7      |
| Поразка   | 12.  | 12 жовтня 2008    | ITF Сан-Луїс-Потосі, Мексика    | Тверде   | Оксана Калашникова       | 5–7, 6–4, 4–6 |
| Перемога  | 11.  | 11 жовтня 2009    | ITF Мехіко, Мексика             | Тверде   | Маріна Хіраль Лорес      | 6–1, 6–2      |

### Парний розряд: 38 (19–19)
| Результат | Ранг | Дата             | Турнір                          | Покриття | Партнерка                     | Суперниці                                   | Рахунок            |
| --------- | ---- | ---------------- | ------------------------------- | -------- | ----------------------------- | ------------------------------------------- | ------------------ |
| Поразка   | 1.   | 13 вересня 1998  | ITF Póvoa de Varzim, Португалія | Тверде   | Ана Гашпар                    | Марта Марреро Александра Срндович           | 1–6, 0–6           |
| Поразка   | 2.   | 2 липня 2000     | ITF Елваш, Португалія           | Тверде   | Карлота Сантуш                | Діана Брунель Едіт Нун                      | 5–7, 2–6           |
| Поразка   | 3.   | 23 червня 2002   | ITF Монтемор-у-Нову, Португалія | Тверде   | Альберта Бріанті              | Карлота Сантуш Неуза Сілва                  | 4–6, 2–6           |
| Перемога  | 4.   | 5 серпня 2002    | ITF Понтеведра, Іспанія         | Тверде   | Неуза Сілва                   | Альберта Бріанті Іпек Шенолу                | 6–2, 4–6, 6–2      |
| Перемога  | 5.   | 22 вересня 2002  | ITF Барселона, Іспанія          | Тверде   | Івета Герлова                 | Марта Фрага Адріана Гонсалес Пенас          | 6–4, 6–4           |
| Перемога  | 6.   | 29 вересня 2002  | ITF Льєйда, Іспанія             | Ґрунт    | Неуза Сілва                   | Кароліне Анн Базу Аліенор Трісеррі          | 6–7(5–7), 6–2, 6–4 |
| Поразка   | 7.   | 23 березня 2003  | ITF Каїр, Єгипет                | Ґрунт    | Борка Майсторович             | Даніела Берчек Владіміра Угліржова          | w/o                |
| Перемога  | 8.   | 11 травня 2003   | ITF Тортоса, Іспанія            | Ґрунт    | Іпек Шенолу                   | Ліана Унгур Марія Пілар Санчес Алаєто       | 6–4, 7–6           |
| Поразка   | 9.   | 14 липня 2003    | ITF Кампус-ду-Жордау, Бразилія  | Тверде   | Меліса Аревало                | Карла Тіене Марія Фернанда Алвеш            | 6–7, 2–6           |
| Поразка   | 10.  | 24 січня 2004    | ITF Манама, Бахрейн             | Тверде   | Хрістіна Захаріду             | Раїса Гуревич Катерина Кожокіна             | 4–6, 4–6           |
| Перемога  | 11.  | 8 лютого 2004    | ITF Валі-ду-Лобу, Португалія    | Ґрунт    | Кільдін Шевальє               | Соледад Есперон Флавія Міґнола              | 2–6, 6–3, 6–4      |
| Поразка   | 12.  | 15 лютого 2004   | ITF Албуфейра, Португалія       | Ґрунт    | Кільдін Шевальє               | Зузана Черна Владіміра Угліржова            | 7–6, 4–6, 5–7      |
| Перемога  | 13.  | 21 березня 2004  | ITF Ramat Hasharon, Ізраїль     | Тверде   | Івета Герлова                 | Хулія Гандія Габріела Веласко Андреу        | 6–2, 4–6, 6–2      |
| Перемога  | 14.  | 28 березня 2004  | ITF Ельда, Іспанія              | Ґрунт    | Лурдес Домінгес Ліно          | Андреа Сестіні Главачкова Яна Главачкова    | w/o                |
| Перемога  | 15.  | 25 квітня 2004   | ITF Поса-Ріка, Мексика          | Тверде   | Лурдес Домінгес Ліно          | Хорхеліна Краверо Іпек Шенолу               | 7–5, 6–0           |
| Перемога  | 16.  | 20 червня 2004   | ITF Монтемор-у-Нову, Португалія | Тверде   | Алінор Трісеррі               | Аланна Бродерік Меган Мултон-Леві           | 6–4, 6–3           |
| Поразка   | 17.  | 28 червня 2004   | ITF Мон-де-Марсан, Франція      | Ґрунт    | Ніна Братчикова               | Лурдес Домінгес Ліно Паула Гарсія           | 3–6, 6–3, 4–6      |
| Перемога  | 18.  | 1 серпня 2004    | ITF Понтеведра, Іспанія         | Тверде   | Алінор Трісеррі               | Джуліанна Ґейтс Наташа Керстен              | 7–5, 6–4           |
| Поразка   | 19.  | 26 вересня 2004  | ITF Джунія, Ліван               | Ґрунт    | Нурія Льягостера Вівес        | Петра Цетковська Гана Шромова               | 4–6, 2–6           |
| Перемога  | 20.  | 3 липня 2005     | ITF Мон-де-Марсан, Франція      | Тверде   | Наталія Гуссоні               | Емілі Баке Віолетта Юк                      | 6–1, 7–6           |
| Поразка   | 21.  | 18 липня 2005    | ITF Кампус-ду-Жордау, Бразилія  | Тверде   | Марія Фернанда Алвеш          | Летісія Собрал Марія Хосе Архері            | 0–6, 2–6           |
| Перемога  | 22.  | 29 липня 2006    | ITF Петанж, Люксембург          | Ґрунт    | Еріка Краут                   | Ліна Станчюте Клодін Шоль                   | 6–3, 6–3           |
| Перемога  | 23.  | 6 серпня 2006    | ITF Баден-Баден, Німеччина      | Ґрунт    | Ярміла Вулф                   | Лібуше Прушова Барбора Стрицова             | 7–5, 4–6, 7–6(8–6) |
| Поразка   | 24.  | 21 жовтня 2006   | ITF Вікторія, Мексика           | Тверде   | Хорхеліна Краверо             | Карла Тіене Женіфер Віджажа                 | 7–5, 4–6, 4–6      |
| Перемога  | 25.  | 14 квітня 2007   | ITF Гран-Канарія, Іспанія       | Ґрунт    | Енн Кеотавонг                 | Марта Марреро Карла Суарес Наварро          | w/o                |
| Поразка   | 26.  | 6 жовтня 2007    | ITF Монтеррей, Мексика          | Тверде   | Роксане Вайзенберг            | Флоренсія Молінеро Мелісса Торрес Сандоваль | 1–6, 5–7           |
| Перемога  | 27.  | 13 січня 2008    | ITF St. Leo, США                | Тверде   | Соледад Есперон               | Корінна Дентоні Анастасія Пивоварова        | 6–2, 6–7, [10–7]   |
| Перемога  | 28.  | 26 квітня 2008   | ITF Толука, Мексика             | Тверде   | Агустіна Лепоре               | Лєна Литвак Ребекка Маріно                  | 6–4, 6–2           |
| Поразка   | 29.  | 30 червня 2008   | ITF Мон-де-Марсан, Франція      | Ґрунт    | Мелані Клаффнер               | Іпек Шенолу Неуза Сілва                     | 4–6, 2–6           |
| Поразка   | 30.  | 3 серпня 2008    | ITF Віго, Іспанія               | Тверде   | Ніна Братчикова               | Неуза Сілва Нікол Тейссен                   | 2–6, 4–6           |
| Перемога  | 31.  | 6 жовтня 2008    | ITF Сан-Луїс-Потосі, Мексика    | Тверде   | Марія Фернанда Алвеш          | Соледад Есперон Флоренсія Молінеро          | 5–7, 6–1, [10–8]   |
| Поразка   | 32.  | 18 жовтня 2008   | ITF Мехіко, Мексика             | Тверде   | Сара дель Барріо Арагон       | Хорхеліна Краверо Вероніка Сп'єхель         | 4–6, 5–7           |
| Поразка   | 33.  | 9 листопада 2008 | ITF Оберн, США                  | Тверде   | Роксане Вайзенберг            | Ракел Атаво Абігейл Спірс                   | 5–7, 1–6           |
| Поразка   | 34.  | 9 лютого 2009    | ITF Калі, Колумбія              | Ґрунт    | Анастасія Якімова             | Бетіна Хосамі Аранча Парра Сантонха         | 3–6, 1–6           |
| Поразка   | 35.  | 4 квітня 2009    | ITF Пелам, США                  | Ґрунт    | Марі-Ев Пеллетьє              | Даніелле Гармсен Кім Кілсдонк               | 4–6, 7–5, [9–11]   |
| Перемога  | 36.  | 13 червня 2009   | ITF Кампобассо, Італія          | Ґрунт    | Хорхеліна Краверо             | Анна Флоріс Валентіна Сульпіціо             | 6–3, 6–4           |
| Поразка   | 37.  | 22 червня 2009   | ITF Гечо, Іспанія               | Ґрунт    | Агустіна Лепоре               | Анастасія Полторацька Марія Кондратьєва     | 3–6, 1–6           |
| Перемога  | 38.  | 5 жовтня 2009    | ITF Мехіко, Мексика             | Тверде   | Марія Фернанда Альварес Теран | Карен Кастібланко Аліна Жидкова             | 6–3, 6–4           |